# Efraim Zuroff

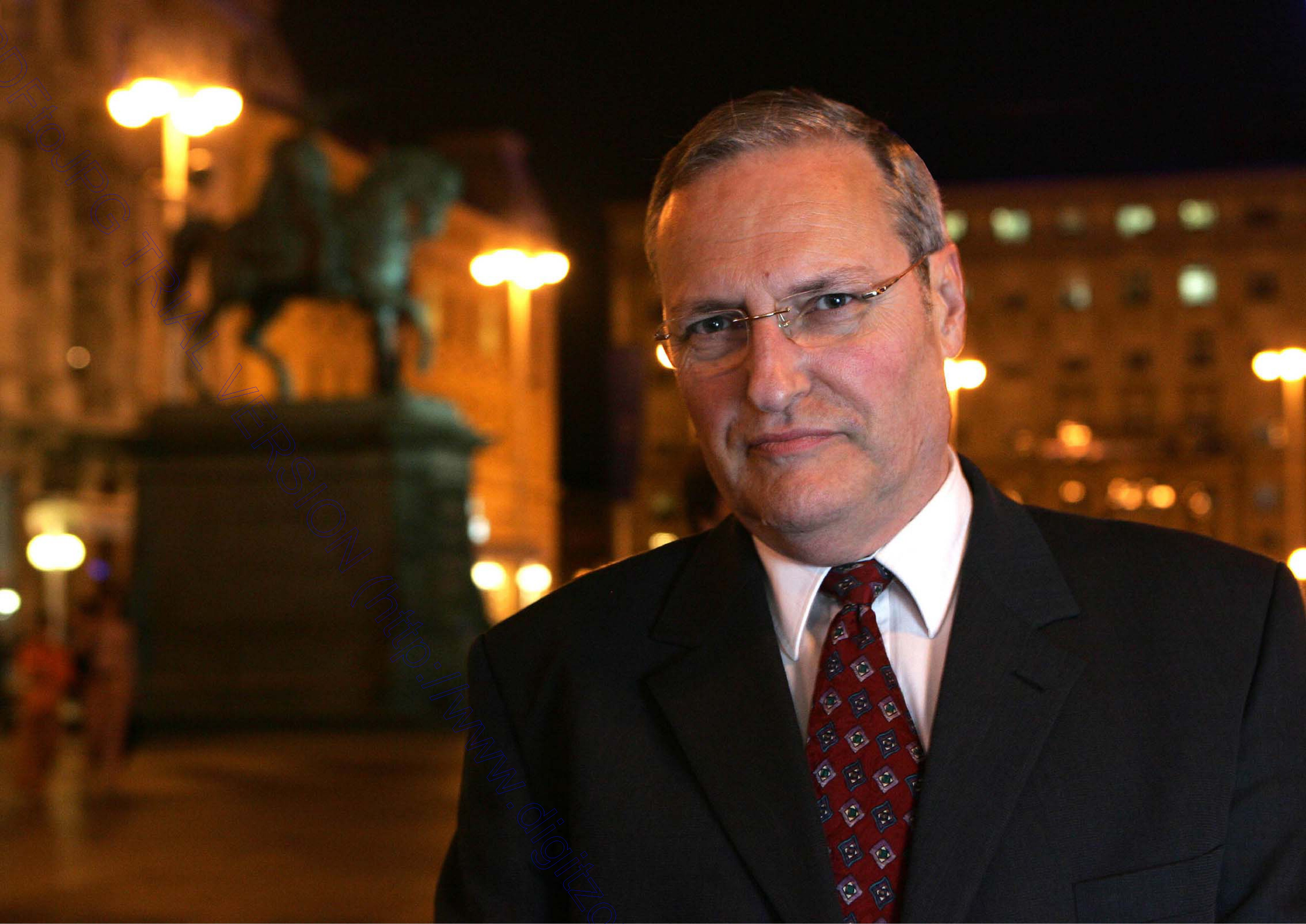
Efraim Zuroff i Zagreb, 2007.

Efraim Zuroff, född den 5 augusti 1948 i New York, är en israelisk historiker av amerikansk börd. Han är direktor för Simon Wiesenthal-centrets kontor i Jerusalem och leder sökandet efter nazistiska krigsförbrytare. Sedan 2001 utger han årligen centrets redogörelse för undersökningen av misstänkta krigsförbrytare. Zuroff spelade en avgörande roll för avslöjandet av bland andra Dinko Šakić och Sándor Képíró.

### Webbkällor
- Harding, Stephen (31 januari 2009). ”Interview with Efraim Zuroff” (på engelska). HistoryNet. Weider History Group. Arkiverad från originalet den 18 mars 2012. https://www.webcitation.org/66GKQFdRZ?url=http://www.historynet.com/efraim-zuroff.htm. Läst 18 mars 2012.